# Палозеро (озеро, Медвежьегорский район)
Палозеро — озеро на территории Чёлмужского сельского поселения Медвежьегорского района Республики Карелии.

## Общие сведения
Площадь озера — 1,1 км². Располагается на высоте 131,6 метров над уровнем моря.
Берега озера изрезанные, каменисто-песчаные, местами заболоченные.
Через озеро протекает река Пала, вытекающая из Солотозера и втекающая в реку Выг.
Код объекта в государственном водном реестре — 02020001211102000006859.